# Pericle
Pericle, figlio di Santippo del demo di Colargo e di Agariste (in greco antico: Περικλῆς?, Periklḕs, pronuncia: [pe.ri.klɛ̂ːs], «circondato dalla gloria»; Colargo, 495 a.C. circa – Atene, 429 a.C.), è stato un militare, politico e oratore ateniese attivo durante il periodo d'oro della città, tra le guerre persiane e la guerra del Peloponneso (431 a.C. - 404 a.C.).
Discendente da parte della madre, Agariste, dalla potente e influente famiglia degli Alcmeonidi, Pericle ebbe una così profonda influenza sulla società ateniese che Tucidide, storico suo contemporaneo, lo acclamò come «primo cittadino di Atene». Pericle fece della Lega delio-attica un impero comandato da Atene che esercitava la sua egemonia sulle altre città alleate, e guidò i suoi concittadini durante i primi due anni della guerra del Peloponneso.
Pericle favorì lo sviluppo delle arti e della letteratura e questa fu la principale ragione per la quale Atene detiene la reputazione di centro culturale dell'antica Grecia. Promosse, allo scopo di dare lavoro a migliaia di artigiani e cittadini, un ambizioso progetto edilizio che portò alla costruzione di molte opere sull'Acropoli (incluso il Partenone), abbellì la città, esibì la sua gloria. Inoltre, Pericle sostenne la democrazia (nell'accezione aristotelica) a tal punto che i critici contemporanei lo definiscono un populista, soprattutto a seguito dell'introduzione di un salario per coloro che ricoprivano gli incarichi politici e per i rematori della flotta.

## Biografia

### Primi anni
Pericle nacque nel demo di Colargo, una località poco più a nord di Atene. La sua data di nascita è incerta, anche se per convenzione si indica l'anno 495 a.C.: alcuni, infatti, propendono per il 492 a.C. o poco prima poiché nel 472 a.C. finanziò l'opera I Persiani. Altri, invece, dal fatto che non viene indicato se egli abbia partecipato o meno alle guerre persiane hanno sostenuto che è impossibile che sia nato prima del 498, ma questo argomento è stato respinto ex silentio.
Fu figlio del politico Santippo, che, anche se ostracizzato nel 485 a.C. circa, tornò ad Atene solo cinque anni dopo per guidare un contingente ateniese a Micale, dove la Grecia avrebbe riportato una vittoria importante contro i Persiani.
La madre di Pericle, Agariste, era una discendente della potente e controversa famiglia degli Alcmeonidi e le sue connessioni familiari ebbero un ruolo determinante nell'inizio della carriera politica di Santippo. Agariste era inoltre una discendente del tiranno di Sicione, Clistene, e nipote del grande riformatore ateniese Clistene, un altro Alcmeonide. Al riguardo, Plutarco riferisce che Clistene fu il nonno di Agariste, ma ciò non è storicamente plausibile, per cui si preferisce affermare che Clistene fosse zio di Agariste.
Secondo Erodoto e Plutarco, Agariste sognò, pochi giorni prima della nascita di Pericle, di aver partorito un leone. Un'interpretazione dell'aneddoto considera il leone come simbolo di grandezza, ma la storia può inoltre alludere alla dimensione inusuale del cranio di Pericle, che divenne un bersaglio dei commediografi contemporanei e che, come ricorda Plutarco, Pericle usasse nascondere con l'elmo, simbolo della sua carica di stratego.
(Plutarco, Vita di Pericle, 3, traduzione di Mario Scaffiti Abbate)
Pericle apparteneva alla tribù locale degli Acamantis (Ἀκαμαντὶς φυλὴ). I suoi primi anni furono tranquilli: da giovane, Pericle preferì dedicare il suo tempo agli studi, piuttosto che apparire in pubblico, per via della sua introversione.
«Utilizziamo infatti un ordinamento politico che non imita le leggi dei popoli confinanti, dal momento che, anzi, siamo noi ad essere d'esempio per qualcuno, più che imitare gli altri. E di nome, per il fatto che non si governa nell'interesse di pochi ma di molti, è chiamato democrazia; per quanto riguarda le leggi per dirimere le controversie private, è presente per tutti lo stesso trattamento; per quanto poi riguarda la dignità, ciascuno viene preferito per le cariche pubbliche a seconda del campo in cui sia stimato, non tanto per appartenenza ad un ceto sociale, quanto per valore; e per quanto riguarda poi la povertà, se qualcuno può apportare un beneficio alla città, non viene impedito dall'oscurità della sua condizione. Inoltre viviamo liberamente come cittadini nell'occuparci degli affari pubblici e nei confronti del sospetto che sorge nei confronti l'uno dell'altro dalle attività quotidiane, non adirandoci con il nostro vicino, se fa qualcosa per proprio piacere, né infliggendo umiliazioni, non dannose ma penose a vedersi. Trattando le faccende private, dunque, senza offenderci, a maggior ragione, per timore, non commettiamo illegalità nelle faccende pubbliche, dato che prestiamo obbedienza a coloro che di volta in volta sono al potere ed alle leggi e soprattutto a quante sono in vigore per portare aiuto contro le ingiustizie e quante, benché non siano scritte, comportano una vergogna riconosciuta da tutti».
La nobiltà e la ricchezza della sua famiglia gli permisero di continuare gli studi. Imparò la musica dai maestri del tempo (Damone e Pitoclide potrebbero essere stati suoi insegnanti) ed è considerato il primo politico ad aver attribuito una grande importanza alla filosofia. Gli piaceva la compagnia dei filosofi Protagora, Zenone di Elea e Anassagora; Anassagora, in particolare, divenne un suo amico intimo e lo influenzò molto. Il tipo di pensiero e il carisma retorico di Pericle potrebbero essere stati prodotti in parte dall'accento di Anassagora sulla tranquillità emotiva di fronte alle difficoltà e allo scetticismo sui fenomeni divini. La sua proverbiale calma è considerata un prodotto dell'influenza di Anassagora.

### Attività politica fino al 431 a.C.

#### Prima dell'entrata in politica

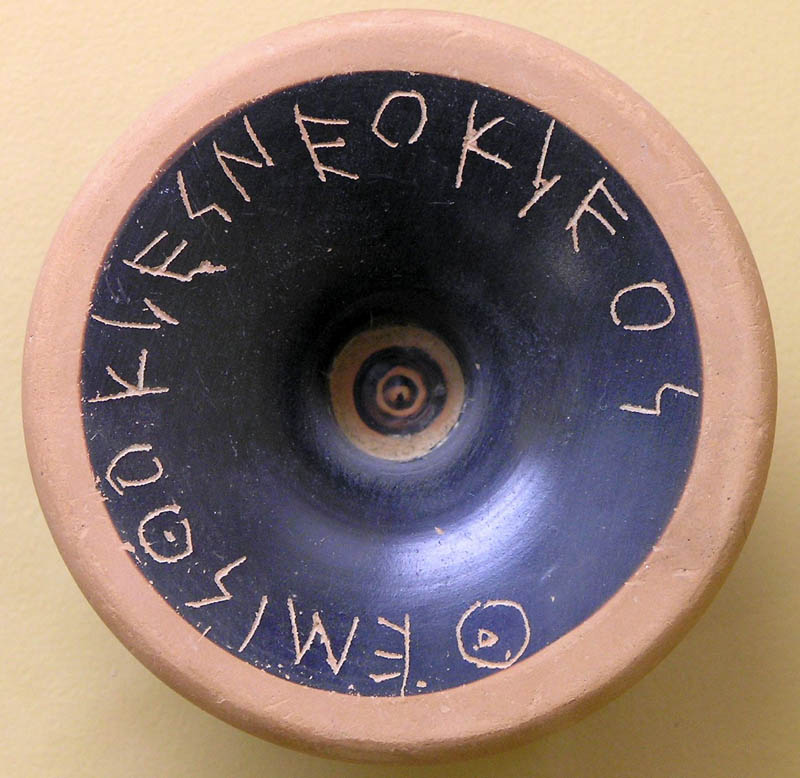
Ostrakon con l'iscrizione: «Temistocle, figlio di Neocle»

Nella primavera del 472 a.C. Pericle fu il corego della tragedia di Eschilo I Persiani, presentata alle Dionisie di quell'anno, dimostrando così di essere uno degli uomini più ricchi di Atene. Lo storico Simon Hornblower ha sostenuto che la selezione di questa opera teatrale da parte di Pericle, che presenta un quadro nostalgico della famosa vittoria di Temistocle a Salamina, dimostra che il giovane politico fosse di supporto a Temistocle stesso contro il suo avversario politico Cimone, la cui fazione riuscì a farlo ostracizzare poco dopo.
Plutarco afferma che Pericle fu il primo fra gli Ateniesi per quaranta anni; se ciò è vero, Pericle avrebbe assunto una posizione di comando sin dai primi anni del decennio 460 a.C.. In quel periodo fu sempre molto attento a proteggere la sua vita privata presentandosi come un modello per i suoi concittadini: per esempio, avrebbe spesso evitato i banchetti, professando un atteggiamento di sobrietà.
Nel 463 a.C. Pericle accusò Cimone, capo della fazione conservatrice, di aver trascurato gli interessi vitali di Atene in Macedonia: anche se Cimone fu poi assolto, questo confronto dimostrò che il principale avversario politico di Pericle era vulnerabile.

#### Ostracismo di Cimone

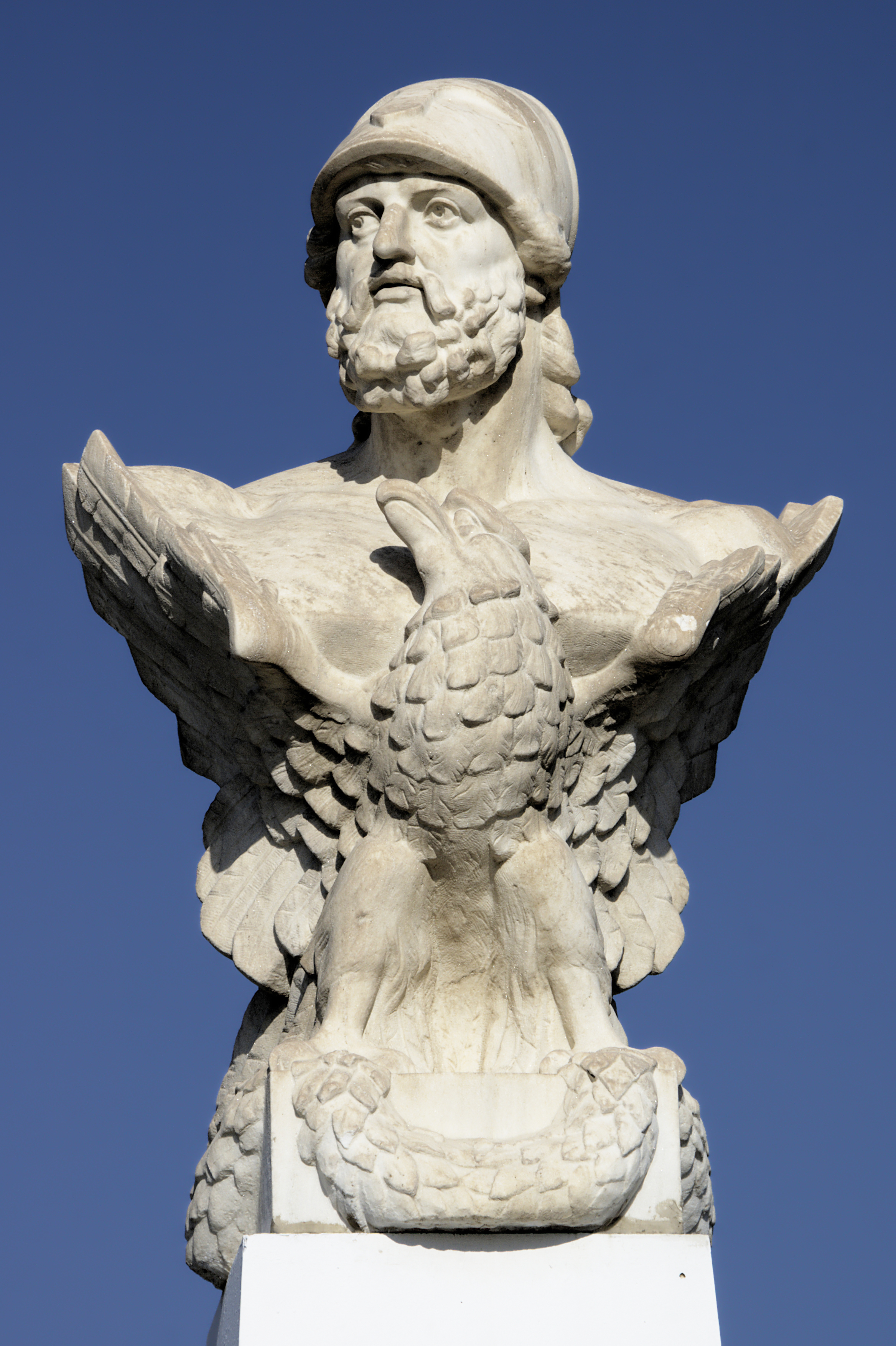
Cimone, oppositore politico di Pericle; busto a Larnaca, Cipro

Intorno al 461 a.C. i vertici del partito democratico ateniese decisero di prendere come obiettivo l'Areopago, un concilio cittadino controllato dall'aristocrazia ateniese, che una volta fu la più potente assemblea nella polis. Il leader del partito e maestro di Pericle, Efialte, propose una netta riduzione dei poteri dell'Areopago, e l'Ecclesia, la principale assemblea ateniese, approvò tale proposta senza una forte opposizione. Questa riforma segnò l'inizio di una nuova era della «democrazia radicale»: il partito democratico divenne gradualmente dominante nella politica ateniese e Pericle sembrò voler perseguire una politica populista per ingraziarsi il favore dei concittadini. Secondo Aristotele, la posizione di Pericle può essere stata conseguenza del fatto che il suo principale oppositore politico, Cimone, era un uomo tanto ricco quanto generoso, capace di assicurarsi il favore del popolo donando generosamente una parte della sua considerevole fortuna personale. Lo storico Loren J. Samons sostiene, tuttavia, che Pericle possedeva risorse personali sufficienti per affermarsi coi propri mezzi in politica, se così avesse voluto.
«In sintesi io affermo che tutta la nostra città sia un modello didattico della Grecia e che mi sembra che i nostri uomini, presi singolarmente, rivolgano la loro indipendente personalità, con moltissima versatilità, accompagnata da decoro, alle più svariate occupazioni. E proprio la potenza della città, che abbiamo conseguito in seguito a queste nostre capacità, rivela che questo non è uno sfoggio di parole di questo momento, quanto piuttosto la verità dei fatti. Sola, infatti, fra quelle d'oggi, affronta la prova essendo superiore alla sua fama e sola né provoca sdegno nel nemico che l'assale, da quali avversari è ridotto male, né (suscita) il malcontento nei sudditi, come se fossero governati da persone indegne. Inoltre, dopo aver dimostrato con grandi prove che anche la nostra potenza è suffragata da testimonianze, saremo ammirati dai contemporanei e dai posteri, dato che non abbiamo inoltre bisogno né di Omero che ci elogi né di qualcuno che con i suoi versi sul momento ci diletterà, ma la verità smentirà la rappresentazione dei fatti, e che invece costringemmo ogni mare ed ogni terra a diventare accessibile alla nostra audacia ed edificammo insieme ovunque ricordi destinati a durare in eterno di sventure e successi. Dunque, per una tale città, questi uomini morirono nobilmente in combattimento, perché ritenevano giusto che non fosse loro strappata via, ed è naturale che ognuno degli uomini sopravvissuti desideri soffrire per essa».
Nel 461 a.C. Pericle riuscì a eliminare dalla scena politica il suo principale oppositore usando l'arma dell'ostracismo; Cimone era stato accusato di aver tradito la città, agendo come alleato di Sparta.
Anche dopo l'ostracismo di Cimone, Pericle continuò a promuovere una politica populista. Per primo propose una legge che permetteva ai poveri di guardare spettacoli teatrali senza pagare, con lo Stato che copriva il costo della loro entrata. Con altri decreti nel 458 a.C. abbassò il requisito di proprietà per i magistrati, e poco dopo il 454 a.C. elargì generosi stipendi a tutti i cittadini che avevano prestato servizio come giurati nell'Heliaia (il tribunale supremo di Atene) Il suo provvedimento più controverso fu, tuttavia, una legge del 451 a.C. che riconosceva cittadini ateniesi solo coloro che avevano entrambi i genitori ateniesi.
Tali misure spinsero i critici di Pericle a considerarlo come responsabile della degenerazione progressiva della democrazia ateniese. In seguito, Pericle introdusse una normativa che concedeva l'accesso delle classi inferiori al sistema politico e agli uffici pubblici, da cui erano state precedentemente escluse a causa dei limitati mezzi o delle origini umili. In seguito, la flotta, spina dorsale della potenza ateniese fin dai tempi di Temistocle, fu presidiata quasi interamente da membri delle classi inferiori. Konstandinos Paparrigopulos, un grande storico greco moderno, sostiene che Pericle propose queste leggi per ampliare e stabilizzare tutte le istituzioni democratiche, mentre secondo lo storico Samons Pericle credeva che fosse necessario far crescere i demoi, in cui egli vedeva una fonte di energia non sfruttata e l'elemento cruciale di dominio militare ateniese.
Cimone, d'altra parte, apparentemente credeva che non ci fosse spazio per un'ulteriore evoluzione democratica, ed era certo che la democrazia avesse raggiunto il suo picco e che le riforme di Pericle avevano portato allo stallo del populismo; Cimone, in ogni caso, accettò la nuova democrazia e non si oppose alla legge sulla cittadinanza dopo il suo ritorno dall'esilio nel 451 a.C. Secondo Paparrigopoulos, la storia vendicò Cimone, perché Atene, dopo la morte di Pericle, affondò nel baratro dell'agitazione politica e della demagogia; Paparrigopoulos sostiene che una regressione senza precedenti discese sulla città, la cui gloria morì a causa della politica populista di Pericle. Secondo un altro storico, Justin Daniel King, la democrazia radicale favorì il popolo, ma danneggiò lo Stato, mentre d'altra parte Donald Kagan asserisce che le misure democratiche di Pericle fornirono le basi per una forza politica inattaccabile.

#### L'ascesa al potere e le prime spedizioni militari

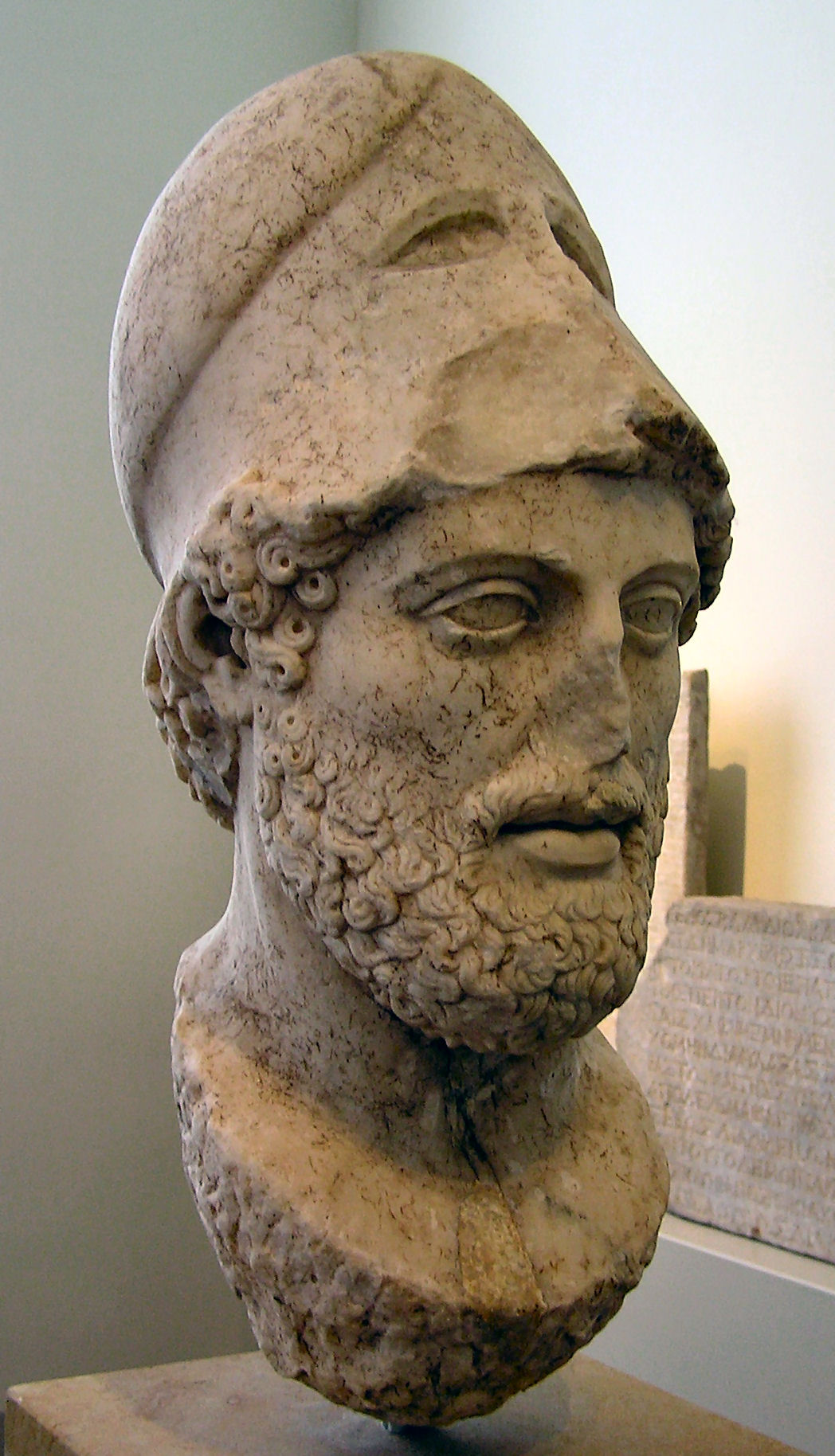
Busto di Pericle, custodito nell'Altes Museum di Berlino

L'uccisione di Efialte, avvenuta nel 461 a.C. e addebitata da Aristotele ad Aristodico di Tanagra, spianò la strada del potere a Pericle. In mancanza di un'opposizione forte dopo l'espulsione di Cimone, il leader incontestabile del partito democratico diventò il sovrano insindacabile di Atene, e rimase al potere quasi ininterrottamente fino alla sua morte, avvenuta nel 429 a.C.
Pericle guidò le sue prime spedizioni militari durante la prima guerra del Peloponneso, che fu causata in parte dall'alleanza della sua città con Megara e Argo e dalla conseguente reazione di Sparta. Nel 454 a.C. attaccò Sicione e Acarnania, e successivamente tentò, senza successo, di prendere Oeniadea sul golfo di Corinto, prima di tornare ad Atene. Nel 451 a.C. Cimone, ritornato dall'esilio, negoziò una tregua di cinque anni con Sparta dopo una proposta dello stesso Pericle, un evento che indica un cambiamento nella politica strategica seguita da questi. Pericle potrebbe aver capito l'importanza del contributo di Cimone durante i conflitti contro i Peloponnesiaci e i Persiani, ma lo storico Podlecki sostiene che il presunto cambiamento di posizione fu inventato dagli storici antichi per sostenere «una visione tendenziosa della mobilità di Pericle».
Plutarco afferma che Cimone strinse un accordo per condividere il potere con i suoi oppositori, secondo il quale Pericle sarebbe stato il responsabile degli affari interni e Cimone sarebbe stato il capo militare di Atene, sostenendo una campagna all'estero. Kagan pensa che Cimone si adattò a delle nuove condizioni e promosse un matrimonio politico tra la fazione di Pericle e la sua.

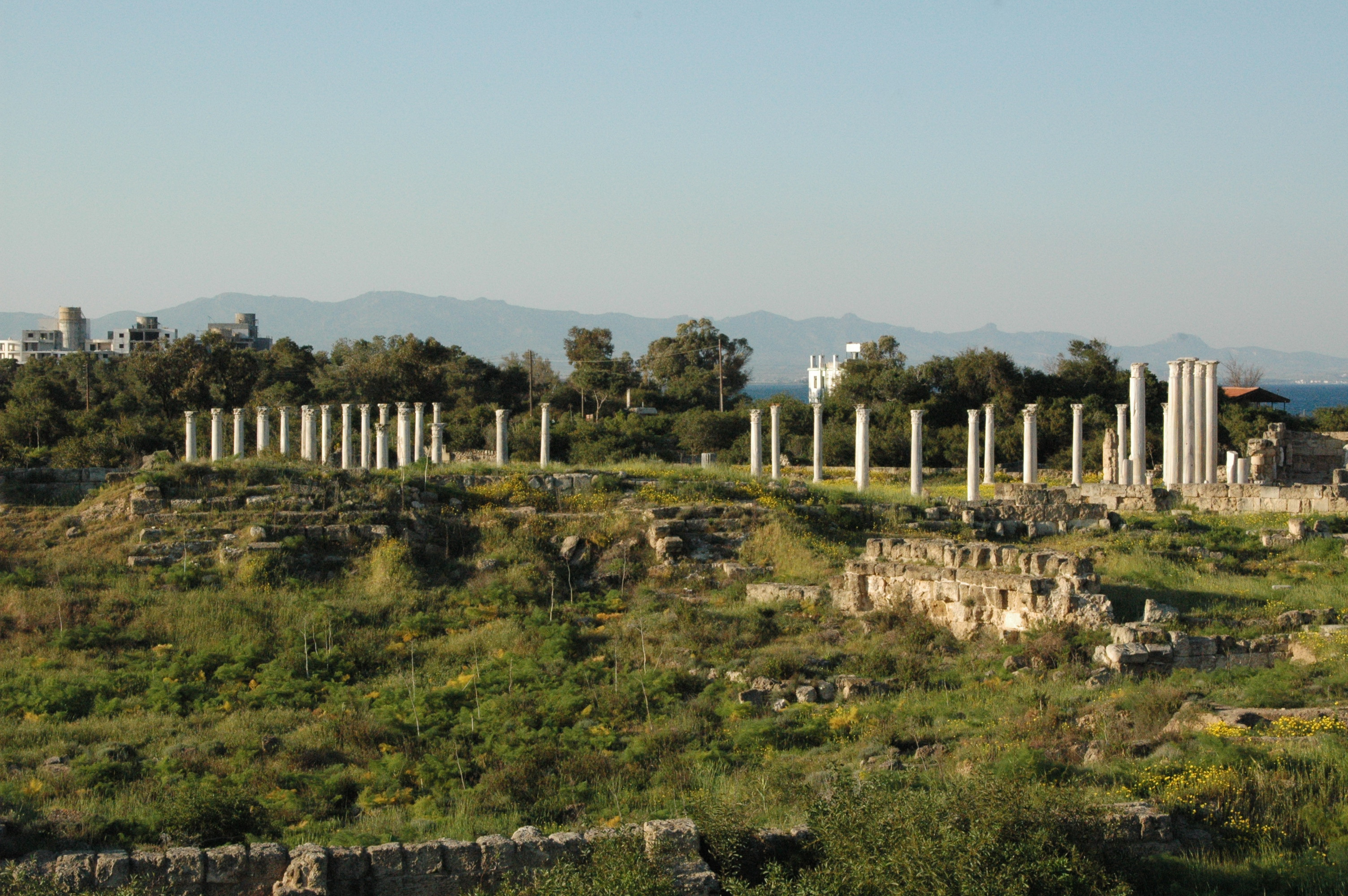
Rovine di Salamina, città cipriota dove si svolse la battaglia, durante la quale Cimone perse la vita

A metà degli anni 450 a.C. gli Ateniesi lanciarono un tentativo, che poi si rivelò un fallimento, di aiuto a una rivolta egiziana contro la Persia, che portò a un assedio prolungato di una fortezza persiana nel Delta del Nilo. La campagna culminò in un disastro su vasta scala, e la forza di assedio fu sconfitta e distrutta. Intorno al 450 gli Ateniesi inviarono delle truppe a Cipro: Cimone sconfisse i Persiani a Salamina (città cipriota da non confondersi con l'isola nel Golfo Saronico dove Temistocle sconfisse la flotta persiana di Serse), ma morì di malattia nel 449 a.C.; si dice che Pericle abbia avviato entrambe le spedizioni in Egitto e a Cipro, anche se alcuni ricercatori, come Karl Julius Beloch, sostengono che l'invio di una così grande flotta fosse conforme con lo spirito politico di Cimone.
A complicare la situazione di questo periodo è la questione della Pace di Callia, che chiuse le ostilità tra Greci e Persiani; l'esistenza stessa del trattato è assai discussa, e i suoi dettagli e le sue trattative sono ugualmente ambigui. Ernst Badian crede che un patto di pace tra Atene e la Persia sia stato stipulato per la prima volta nel 463 a.C. (rendendo gli interventi ateniesi in Egitto e a Cipro violazioni della pace) e trattato nuovamente dopo la campagna di Cipro, tornando a essere applicato nel 449 a.C. John Fine, però, suggerisce che il primo trattato di pace tra Atene e la Persia si concluse nel 450 a.C., perché Pericle aveva capito che il conflitto con la Persia stava ostacolando la capacità di Atene di diffondere la sua influenza sulla Grecia. Kagan pensa che Pericle abbia usato Callia, un cognato di Cimone, come simbolo di unità e lo utilizzò ancora varie volte per trattare importanti accordi.
Nella primavera del 449 a.C. Pericle propose un decreto che portò alla creazione di una riunione di tutte le poleis greche, al fine di esaminare la questione della ricostruzione dei templi distrutti dai persiani. Questo progetto non andò a buon fine a causa della posizione di Sparta, ma le reali intenzioni di Pericle furono poco chiare: alcuni storici pensano che egli avesse voluto creare una sorta di confederazione di tutte le città greche, altri pensano che voleva semplicemente affermare la supremazia di Atene. Secondo lo storico Terry Buckley, l'obiettivo di questo decreto era invece rinnovare la Lega delio-attica.
«Ricordate anche che se il vostro paese ha il nome più importante del mondo, è perché non si è mai piegata di fronte a dei disastri; perché ha speso più vita e più forze in guerra rispetto alle altre città e si è conquistata un potere maggiore rispetto a quegli altri finora conosciuti».
Durante la seconda guerra sacra Pericle guidò l'esercito ateniese contro Delfi e reintegrò i suoi diritti di sovranità sulla Focide. Nel 447 a.C. Pericle si impegnò nella sua spedizione più ammirata: l'espulsione dei barbari dalla città tracia di Gallipoli. Il motivo che spinse Atene a compiere quest'impresa era legato alla colonizzazione della regione in cui si trovava la città; a quel tempo, tuttavia, Atene era ostacolata da una serie di rivolte tra le sue città alleate (o, per meglio dire, subordinate). Sempre nel 447 gli oligarchi di Tebe cospirarono contro la fazione democratica: gli Ateniesi chiesero loro la resa immediata ma, dopo la battaglia di Coronea, Pericle fu costretto ad ammettere la perdita della Beozia, al fine di recuperare i prigionieri catturati in quel conflitto; con la Beozia nelle mani dei nemici, la Focide e la Locride si ribellarono e caddero presto sotto il controllo degli oligarchi. Nel 446 a.C. scoppiò una rivolta ancora più pericolosa quando l'Eubea e Megara si ribellarono; Pericle marciò su Eubea con le sue truppe, ma fu costretto a ritirarsi quando l'esercito spartano invase l'Attica. Attraverso la corruzione e le trattative, Pericle disinnescò la minaccia imminente e gli Spartani tornarono nella loro città. In seguito, quando Pericle fu indagato per la gestione del denaro pubblico, non fu sufficientemente giustificata una spesa di 10 talenti, dal momento che i documenti ufficiali riferiscono che i soldi furono spesi per uno «scopo molto grave»; tuttavia, lo «scopo molto grave» (cioè la corruzione) doveva sembrare tanto fondamentale ai revisori dei conti che approvarono la spesa, senza ingerenze ufficiali e senza nemmeno indagare su questo caso.
Dopo che la minaccia di Sparta fu scongiurata, Pericle marciò nuovamente sull'Eubea per schiacciare una rivolta, e successivamente inflisse punizioni severe ai proprietari terrieri della città più importante della regione, Calcide, tra cui la perdita dei propri terreni. Nel frattempo, i residenti della città di Istiaia, che aveva massacrato l'equipaggio di una trireme ateniese, furono deportati e sostituiti da duemila coloni ateniesi. La crisi fu portata a termine dalla Pace dei trent'anni, stipulata intorno al 446 a.C., in cui Atene si impegnava ad abbandonare i possedimenti acquisiti nel corso del 460 a.C. e, insieme a Sparta, di non tentare di conquistare le città alleate a quest'ultima.

#### Battaglia finale contro i conservatori
Nel 444 a.C. le fazioni democratica e conservatrice si affrontarono in uno scontro decisivo. Il nuovo capo dei conservatori, Tucidide (che non deve essere confuso con lo storico omonimo), accusò Pericle di licenziosità, criticando il modo in cui aveva speso i soldi per il piano di costruzioni in corso. Inizialmente, Tucidide cominciò a procurarsi il favore dell'ecclesia, ma Pericle riuscì a far sentire la sua influenza e mise i conservatori nell'ombra: il leader dei democratici rispose alle critiche proponendo di rimborsare alla città tutte le spese con i suoi soldi, a condizione che Atene gli avesse reso delle iscrizioni e delle dediche. Il suo atteggiamento fu accolto con applausi, e Tucidide subì una sconfitta inattesa. Nel 442 a.C., il popolo ateniese ostracizzò Tucidide per 10 anni e Pericle fu ancora una volta il sovrano incontrastato della scena politica ateniese.

#### Il governo di Atene

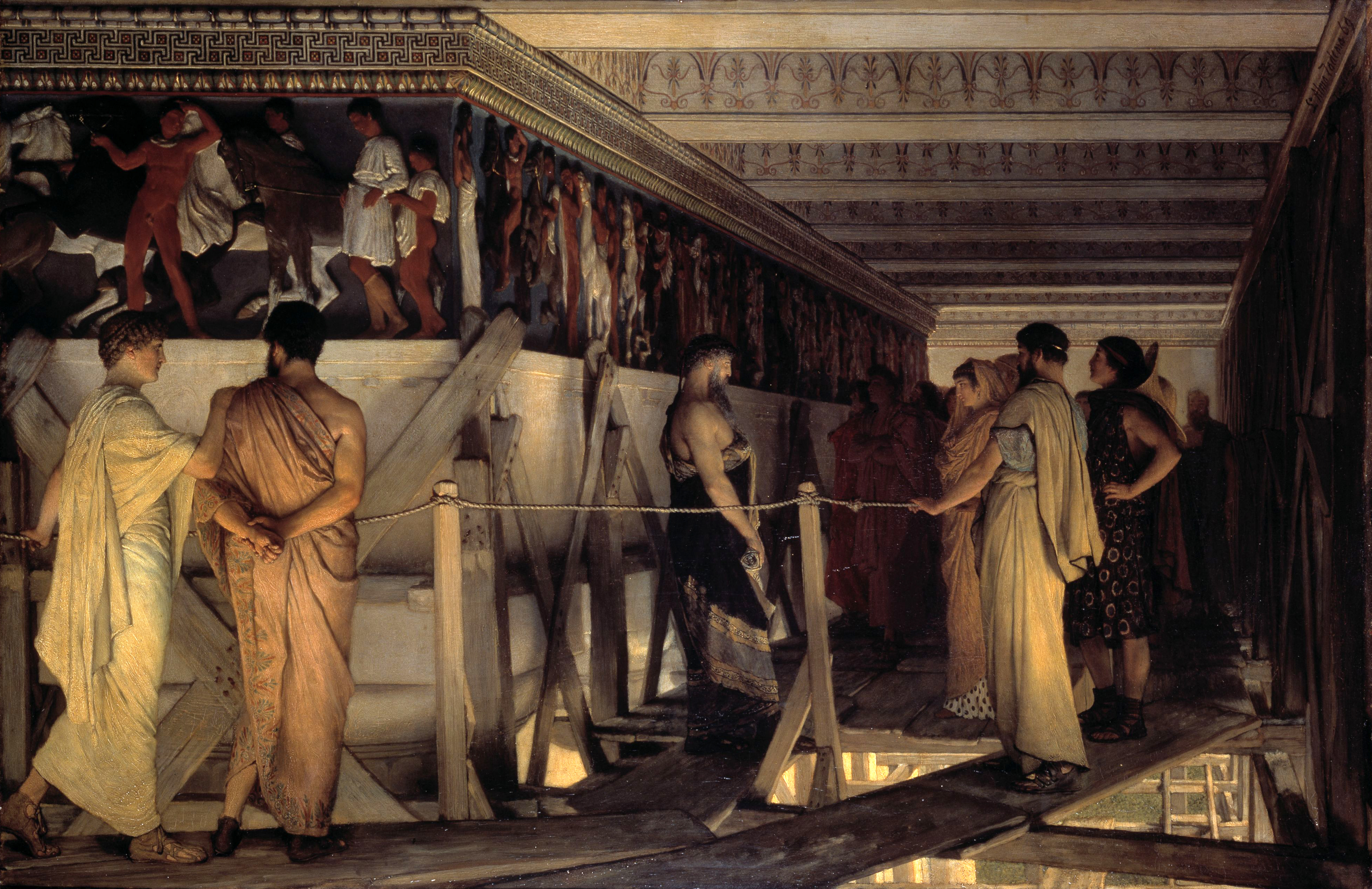
Fidia mostra il fregio del Partenone a Pericle, Aspasia, Alcibiade e ad altri amici, di Sir Lawrence Alma-Tadema, 1868

Pericle volle stabilizzare la posizione dominante della sua città e far valere la sua preminenza in Grecia. Si pensa che il processo attraverso il quale la lega di Delo si trasformò in un impero ateniese sia cominciato ben prima dell'amministrazione di Pericle, poiché varie città affiliate alla lega avevano già deciso di rendere omaggio ad Atene, invece di fornire semplicemente navi equipaggiate per la flotta dell'alleanza, ma la trasformazione fu accelerata e portata a compimento con misure attuate da Pericle. Il passo finale nella trasformazione a impero potrebbe essere stato innescato dalla sconfitta ateniese in Egitto, che minacciò il dominio della città sul Mar Egeo e portò alla rivolta di alcune città alleate, come Mileto ed Eritre. Dopo questi eventi, sia a causa di una reale paura per la sua sicurezza, o come pretesto per ottenere il controllo delle finanze della Lega, Atene trasferì presso di sé il tesoro della alleanza, che prima era a Delo, nel 454-453 a.C. Intorno al 450 a.C. le rivolte a Mileto ed Eritre furono represse e Atene restaurò il suo dominio sui suoi alleati. Attorno al 447 lo statista Clearco propose un decreto sul denaro, che impose il peso e le dimensioni delle monete d'argento ateniesi a tutti i suoi alleati. Secondo una delle disposizioni più severe del decreto, l'eccedenza di un processo di coniazione doveva andare a un fondo speciale, e chiunque avesse proposto di usarla in un altro modo, rischiava la pena di morte.
Fu dal tesoro dell'alleanza che Pericle raccolse i fondi necessari per realizzare il suo piano ambizioso di costruzione, con particolare attenzione alla ristrutturazione dell'Acropoli, che comprendeva i Propilei, il Partenone e la statua d'oro di Atena, scolpita da Fidia, amico di Pericle. Nel 449 a.C., Pericle propose un decreto che permette l'utilizzo di 9 000 talenti per finanziare il vasto programma di ricostruzione dei templi ateniesi. Lo storico latino Valerio Massimo narra nell'opera Factorum et dictorum memorabilium libri IX che, quando un giorno era giunto Alcibiade, a quel tempo adolescente, nella dimora di Pericle, vedendolo triste e in disparte, gli chiese cosa fosse accaduto e quello disse che non sapeva come render conto del denaro speso per i Propilei. Dunque Alcibiade gli consigliò di sfruttare la guerra contro Samo in cui gli Ateniesi erano impegnati per nascondere il suo errore.
Angelos Vlachos, un accademico greco, sostiene che l'utilizzo del tesoro dell'alleanza, avviato ed eseguito da Pericle, è una delle più grandi malversazioni della storia umana; questa appropriazione indebita finanziò, tuttavia, alcune delle creazioni artistiche più belle del mondo antico.

#### La Guerra contro Samo

L'area geografica dell'antica città di Mileto e dell'isola di Samo

Dopo l'ostracizzazione di Tucidide, Pericle fu rieletto annualmente stratego, l'unica carica che abbia mai formalmente occupato. Nel 440 a.C. cominciò una guerra tra Samo e Mileto per il controllo di Priene, un'antica città sulle coste della Ionia ai piedi di Micale, e a un certo punto del conflitto Mileto chiese aiuto ad Atene, a causa delle difficoltà incontrate durante il conflitto.
Pericle allora, secondo Plutarco per accontentare la sua amante Aspasia, nativa di Mileto, ordinò alle due parti di smettere di combattere e di sottoporre il caso al proprio arbitrato, ma Samo si rifiutò.; di conseguenza lo stratego fece approvare un decreto che ordinava la spedizione dell'esercito ateniese a Samo «vertente contro il suo popolo che, pur avendo ricevuto l'ordine di interrompere il conflitto contro i Milesi, non rispettò le condizioni». In una battaglia navale gli Ateniesi, guidati da Pericle e dagli altri nove strateghi, sconfissero le forze di Samo e imposero sull'isola un'amministrazione democratica. Quando i Samiani si ribellarono contro il dominio ateniese, Pericle costrinse la città ad arrendersi dopo un assedio durato otto mesi, che suscitò malcontento tra i componenti della flotta.
Successivamente, il generale sedò una rivolta a Bisanzio e, quando tornò ad Atene, tenne un famoso discorso funebre in onore dei soldati caduti durante la spedizione.
Tra il 438 e il 436 a.C. Pericle guidò la flotta ateniese nel Ponto, dove instaurò relazioni amichevoli con le città greche della regione. Inoltre, Pericle focalizzò la sua attenzione anche su progetti interni, come la fortificazione di Atene, e sulla creazione di nuove cleruchie, come Andro, Nasso nel 444 a.C., così come Anfipoli nel 437 a.C.

#### Attacchi personali

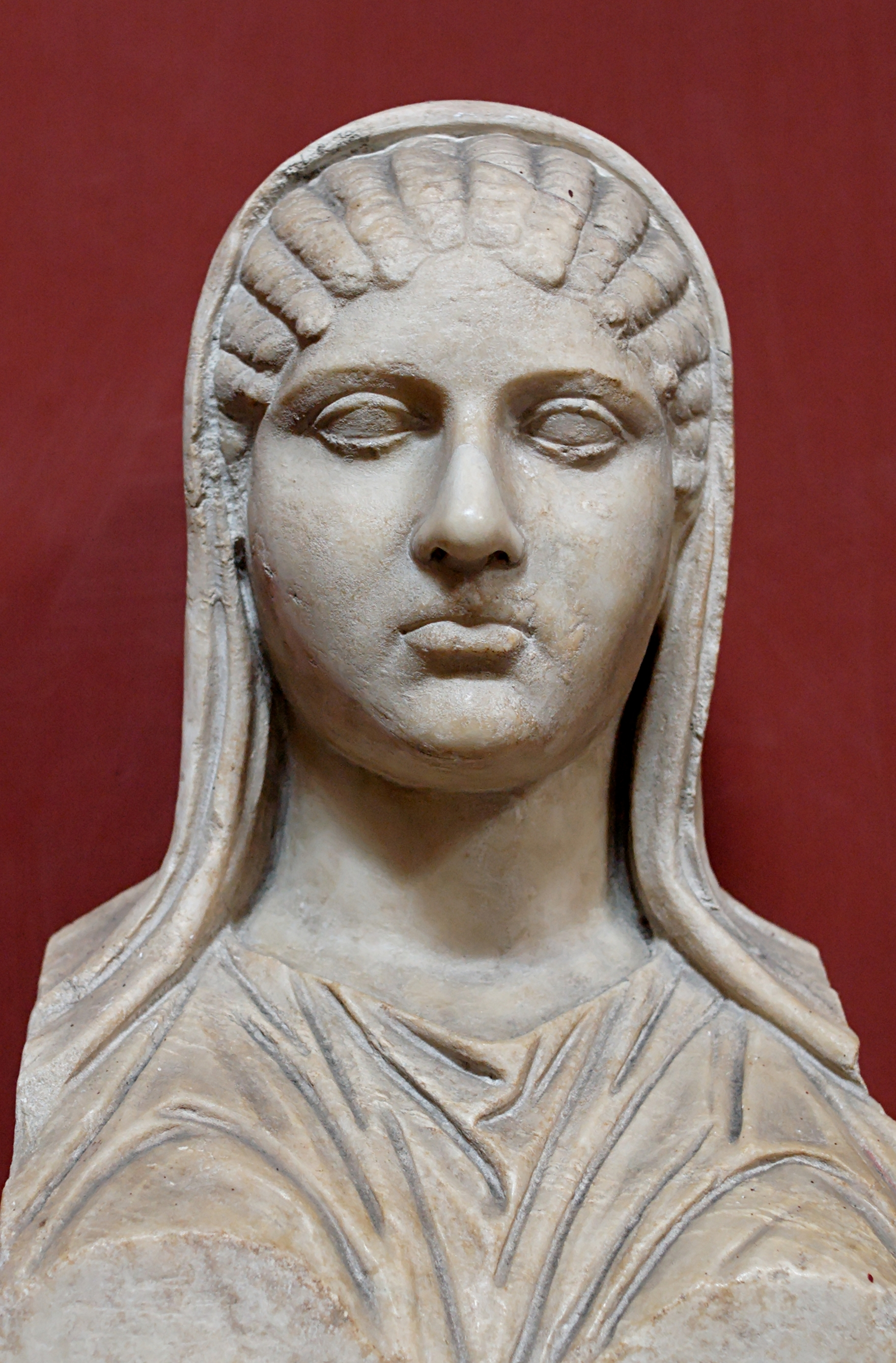
Aspasia di Mileto (c. 469 BC – c. 406 BC), compagna di vita dello statista; busto ai Musei Vaticani, Roma

Tuttavia, nonostante il forte carisma e il saldo governo, né Pericle né tanto meno i suoi collaboratori o confidenti, Fidia e Aspasia, furono immuni da attacchi sia personali sia giudiziari a dimostrazione che il ruolo politico dello statista non fu mai assoluto.
Lo scultore Fidia, direttore dei progetti edilizi di Pericle e in particolare di quelli all'Acropoli, fu accusato di essersi appropriato di parte dell'oro destinato alla costruzione della statua di Atena oltre che di empietà, avendo inciso sullo scudo della medesima statua la figura di un vecchio calvo, raffigurante proprio Fidia, che con entrambe le mani reggeva un masso; e vi era raffigurato lo stesso Pericle, o comunque una figura somigliante allo statista, nell'atto di combattere le amazzoni. Il processo fu deleterio per Fidia che morì in carcere, probabilmente mentre attendeva la celebrazione del processo per il furto o forse per la condanna di empietà o addirittura avvelenato, e colpì non poco l'immagine di Pericle.
In seguito le accuse si concentrarono contro personalità intime allo statista quali la compagna Aspasia e l'antico precettore Anassagora.
Aspasia, infatti, distintasi per l'abilità oratoria e per la brillante intelligenza, fu accusata da Ermippo di corrompere le donne ateniesi allo scopo di soddisfare le perversioni dell'amante, Pericle appunto.
Il processo, basato su calunnie e dicerie, mai provate, fu un'amara esperienza per Pericle che a stento riuscì a difendere l'amata ottenendone l'assoluzione.
Poi l'ecclesia, su proposta di Diopite, mise in stato d'accusa per empietà il filosofo e precettore Anassagora il quale fu condannato al pagamento di una multa e all'esilio.
Infine gli oppositori accusarono direttamente Pericle di cattiva gestione delle pubbliche finanze. Secondo Plutarco, Pericle fu così preoccupato del giudizio imminente da bloccare ogni tentativo di compromesso con Sparta, impedendo, di fatto, la soluzione dei sempre più forti contrasti con la Lega del Peloponneso; al riguardo, Beloch sostenne che, pur di proteggere la propria posizione politica, Pericle abbia volutamente condotto la sua città alla guerra.
In ogni caso, all'inizio della guerra del Peloponneso Atene si trovò nella scomoda posizione di affidare il proprio futuro a un leader la cui preminenza era stata, per la prima volta in un decennio, seriamente scossa.

### La guerra del Peloponneso
Le cause della guerra del Peloponneso sono tuttora oggetto di dibattito, anche se già nell'antichità non pochi storici ponevano gran parte delle responsabilità a carico di Pericle e della politica imperialista di Atene: per esempio, Plutarco sostenne che gli Ateniesi si fossero volti al conflitto con una sorta di arroganza e amore per la sfida, un concetto, peraltro, già presente in Tucidide il quale, tuttavia, addebitava la guerra al timore degli Spartani per la potenza ateniese, fattore senz'altro presente ma ridimensionato nell'odierna storiografia.

#### Preludio al conflitto

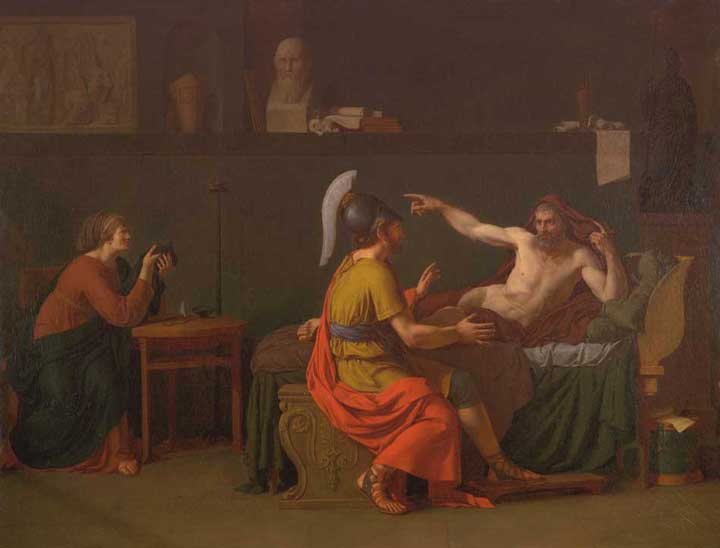
Anassagora e Pericle, di Augustin-Louis Belle (1757–1841)

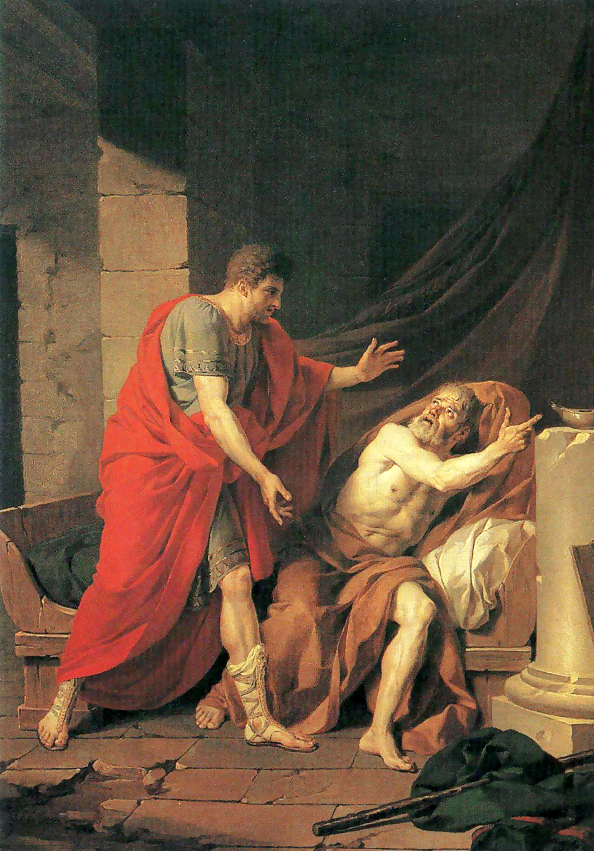
L'amicizia di Pericle per Anassagora, di Jean-Charles Nicaise Perrin (1754-1831)

Nei rapporti con Sparta, Pericle agì convinto che la guerra fosse inevitabile, se non benvenuta.
Perciò, non esitò a inviare navi e soldati alla colonia di Corcira la quale si era ribellata alla madrepatria Corinto, fedele alleata di Sparta.
Nel 433 a.C., le flotte di Corinto e Atene si scontrarono nella battaglia di Sibota, il cui esito fu inconcludente, e l'anno seguente, quando Potidea, colonia corinzia membro della lega delio-attica, si ribellò ad Atene, gli insorti ottennero l'aiuto della madrepatria, aggravando il solco che divideva le due città.
Nello stesso periodo Pericle, nel tentativo di imporre la sovranità ateniese su Megara, città affiliata alla lega del Peloponneso e posta tra Atene e Corinto, impose il cosiddetto Decreto Megarese: con tale atto, Pericle escludeva i commercianti di Megara dal mercato ateniese e degli alleati, devastandone l'economia e allo stesso tempo violando apertamente le clausole della pace dei trent'anni senza alcuna giustificazione a parte la discutibile accusa di coltivare terra sacra dedicata a Demetra e dare rifugio a schiavi fuggiti, comportamenti empi.
Inevitabilmente, il conflitto con Megara inasprì i rapporti con Sparta che, dopo alcune consultazioni con gli alleati, inviò ad Atene un ultimatum con cui si richiedeva l'espulsione della famiglia degli Alcmeonidi, Pericle incluso, e l'abrogazione del Decreto Megarese; se le richieste non fossero state accolte, Sparta avrebbe dichiarato guerra.
Gli Ateniesi, tuttavia, accettarono senza esitare la proposta di Pericle di respingere le richieste spartane essendo più forti militarmente, e di inviare una controproposta agli Spartani: il ritiro del decreto megarese in cambio della rinuncia, da parte di Sparta, alla pratica di espulsione degli stranieri presenti sul territorio oltre al riconoscimento dell'autonomia delle città alleate, in pratica lo smantellamento della Lega del Peloponneso e dell'egemonia terrestre spartana.
Sparta, ovviamente, rigettò lo scambio.
Bisogna tuttavia sottolineare che tale condotta, la quale in pratica condusse Atene alla guerra, come sottolineano Athanasios G. Platias e Constantinos Koliopoulos, docenti di politica internazionale, derivava anche dalla necessità di prevenire, mostrando a tutti la potenza di Atene, rivolte all'interno della lega di Delo.

#### Il primo anno di guerra

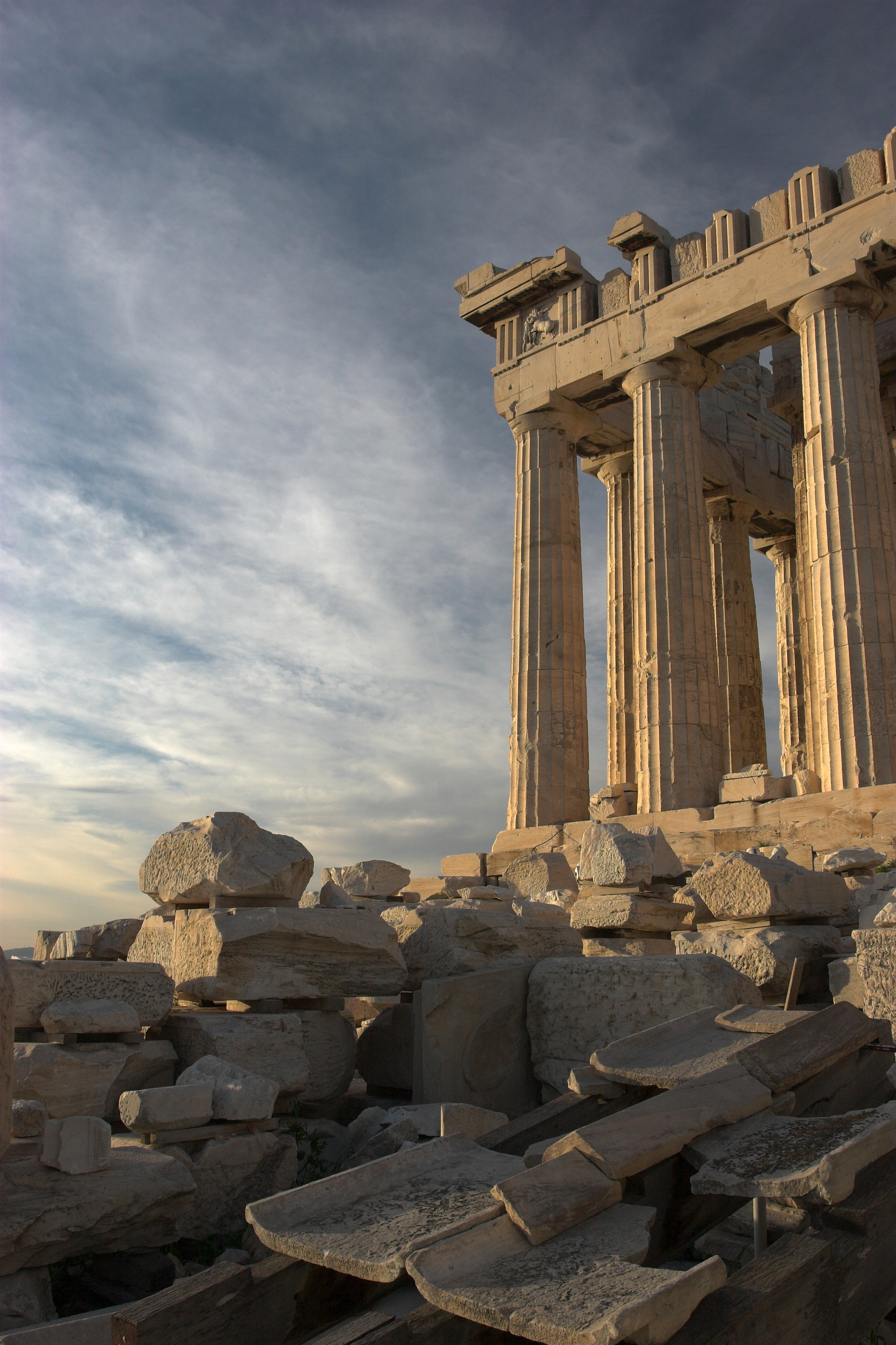
Il Partenone, la cui costruzione fu promossa da Pericle, visto da sud

Nel 431 a.C., quando la pace era già precaria, Archidamo II, re di Sparta, inviò una nuova delegazione ad Atene per richiedere l'adempimento delle condizioni precedenti; la delegazione non poté però entrare in città, dal momento che Pericle aveva fatto approvare all'assemblea una risoluzione in base alla quale nessuna delegazione lacedemone sarebbe stata accolta qualora Sparta avesse avviato azioni militari ostili, quale, così interpretarono gli Ateniesi, il concentramento dell'esercito della lega peloponnesiaca a Corinto.
Fallita così l'ultima possibilità di trattativa, Archidamo II invase l'Attica senza incontrare alcuna resistenza dal momento che Pericle, intuendo la strategia spartana, aveva nel frattempo provveduto a evacuare l'intera popolazione entro le lunghe mura di Atene.
Lo storico Tucidide non riporta il discorso con cui Pericle convinse la popolazione a trasferirsi in Atene ma si soffermò sui disagi che gli sfollati subirono, costretti ad abbandonare la loro terra, i loro beni e i santuari ancestrali per trasferirsi in un'area urbana sovraffollata cambiando completamente stile di vita.
In tali circostanze Pericle cercò di sollevare il morale generale con numerosi discorsi nei quali consigliava gli Ateniesi sulla gestione dello Stato e li rassicurò che, qualora il nemico non avesse devastato le sue proprietà (sia poiché era amico personale di Archidamo, sia come mossa politica finalizzata a screditare Pericle), egli le avrebbe donate alla città.
In ogni caso, il saccheggio delle fattorie dell'Attica e i disagi indebolirono il prestigio di Pericle, da molti considerato come la principale causa del conflitto, da altri criticato per il suo rifiuto di respingere con le armi l'invasione spartana.
Nonostante l'opposizione, Pericle difese la propria strategia ed evitò in un primo tempo di convocare l'assemblea per impedire che l'indignazione generale sfociasse nella decisione di inviare l'esercito contro gli Spartani; in ogni caso la collaborazione tra Pericle e i pritani, i presidenti provvisori dell'assemblea, garantiva al primo una salda influenza sui pubblici affari.
Nella seconda parte dell'anno, mentre l'esercito spartano si acquartierava nell'Attica, Pericle inviò una flotta di 100 triremi per costeggiare e devastare il Peloponneso e numerose unità di cavalleria per impedire la devastazione delle fattorie più vicine ad Atene.
Al termine dell'estate, mentre il nemico si ritirò presso i suoi quartieri invernali a Corinto, Pericle fece approvare un decreto per il quale la città avrebbe messo da parte 1 000 talenti e 100 navi, da usarsi in caso di massima emergenza o di attacco navale ad Atene, stabilendo la morte come pena per chiunque proponesse un uso diverso del denaro o delle navi.
Nell'autunno, Pericle guidò l'attacco su Megara e pochi mesi dopo pronunciò quello che diventerà il suo più famoso discorso, l'orazione funebre per i caduti del primo anno di guerra, in cui onorò i cittadini morti per Atene della quale tratteggia il governo democratico e i suoi principi cardine.

#### Le ultime campagne e la morte
Nel 430 a.C. l'esercito di Sparta saccheggiò l'Attica per la seconda volta, ma Pericle non si scompose, rifiutò di rivedere la sua strategia iniziale e, non volendo impegnare l'esercito spartano in battaglia, condusse una spedizione navale per saccheggiare le coste del Peloponneso.
Secondo Plutarco, poco prima della spedizione, avvenne un'eclisse solare che spaventò non poco gli equipaggi: tuttavia, Pericle utilizzò le conoscenze astronomiche che aveva acquisito da Anassagora e riuscì a calmarli.
Tuttavia, nell'estate dello stesso anno, scoppiò un'epidemia che devastò Atene; l'identità esatta del morbo è ignota così come la sua fonte. In ogni caso, la difficile situazione della città, causata dall'epidemia, innescò una nuova ondata di clamore pubblico che costrinse Pericle a difendersi in un discorso finale, presentato dallo storico Tucidide come una vera e propria emozionante resa dei conti tra lo statista e i suoi oppositori. Tale discorso è considerato ancor oggi come uno dei migliori dello statista non solo per l'abilità retorica ma anche per il rancore verso i suoi compatrioti, accusati di ingratitudine. Riuscì, per pochi mesi, a domare il risentimento del popolo ma in seguito i suoi nemici interni ebbero la meglio, lo privarono della carica di stratego e lo misero sotto accusa.
In tale processo, di cui fu promotore e grande accusatore di Pericle il demagogo Cleone, astro nascente della politica ateniese, Pericle ebbe la peggio e fu multato per un importo compreso tra i 15 e i 50 talenti. L'anno seguente, tuttavia, gli Ateniesi non solo riabilitarono Pericle ma lo rielessero ancora una volta come stratego, reintegrandolo nel comando delle forze armate.
Questo fu l'ultimo successo di Pericle: in quell'anno l'epidemia falcidiò la sorella di Pericle ed entrambi i figli legittimi, Paralo e Santippo, e, sebbene gli Ateniesi avessero accolto tra i cittadini il figlio illegittimo avuto da Aspasia, Pericle il Giovane, l'uomo era distrutto dal dolore. Pochi mesi dopo, nell'autunno, morì di peste.
Si ricorda che, poco prima della sua morte, gli amici di Pericle si fossero riuniti intorno a lui, enumerando, convinti che Pericle essendo privo di conoscenza non potesse sentire, le sue virtù in pace e i suoi nove trofei di guerra. Pericle, tuttavia, anche se moribondo, era ancora cosciente ed esclamò:
(Plutarco, Vita di Pericle, 38)
La morte di Pericle segnò l'inizio del declino di Atene dal momento che, come riporta Tucidide, i suoi successori erano inferiori a lui e preferirono assecondare la plebe perseguendo una politica dispendiosa e militarista di cui la spedizione in Sicilia costituisce l'esempio più noto. Con questo amaro commento, Tucidide non solo lamenta la perdita di un grande uomo che ammirava, pur essendogli avversario, ma annuncia anche il declino della gloria e della potenza di Atene.

### Vita privata
Pericle, secondo l'usanza ateniese, si sposò con un membro della propria famiglia: non è noto il nome della moglie ma è certo che fosse stata già maritata a Ipponico dal quale aveva avuto un figlio, Callia, e che da lei Pericle ebbe due figli, Paralo e Santippo. Il matrimonio, tuttavia, non fu felice e così Pericle, con il pieno consenso della moglie e dei suoi parenti, le trovò un nuovo marito.
A seguito del divorzio, Pericle si legò con un'etera, Aspasia di Mileto, con la quale prese a convivere more uxorio e dalla quale peraltro Pericle ebbe un figlio illegittimo, suo omonimo. La relazione suscitò molte reazioni e l'opposizione di Santippo che, avendo ambizioni politiche, non esitò a calunniare il padre. Nonostante tutto le persecuzioni non minarono il morale dello statista, per quanto scoppiò in lacrime per proteggere la sua amata Aspasia, quando fu accusato di corrompere la società ateniese.
Negli ultimi anni, tuttavia, ai problemi politici si aggiunsero una serie di lutti familiari: prima perse la sorella e poi entrambi i figli, Paralo e Santippo, tutti colpiti dall'epidemia. Non avendo eredi, gli Ateniesi mitigarono la legge sulla cittadinanza, fatta approvare da Pericle stesso, nel 451 (o 452) a.C.: tale legge, infatti, limitava il diritto di cittadinanza a coloro i quali erano di origine ateniese sia dal lato paterno quanto da quello materno ma, per compassione alle sventure dello stratego, iscrissero suo figlio illegittimo, Pericle il Giovane, nelle fratrie, comunità di cittadini, e gli permisero di accedere alla cittadinanza per quanto fosse cittadino ateniese solo dal lato paterno.

## Giudizio storico
Indubbiamente la figura di Pericle segnò un'intera epoca e ispirò giudizi contraddittori circa le sue decisioni politiche più significative; inoltre, il fatto che fosse al tempo stesso un vigoroso statista, generale e oratore rende più complessa la valutazione oggettiva delle sue azioni.

### Guida politica

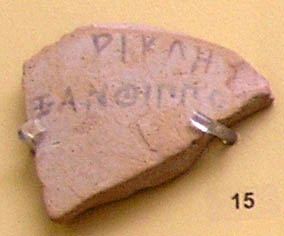
Immagine di un ostracon con il nome di Pericle (c. 444–443 BC), Museo dell'Antica Agorà di Atene

Alcuni studiosi contemporanei, ad esempio Sarah Ruden, definiscono Pericle un populista, demagogo e un «falco», altri studiosi, invece, ammirano la sua leadership carismatica.
Scrisse Plutarco:
Tuttavia, da quel momento, Pericle non fu più lo stesso: né arrendevole verso il popolo, né pronto a cedere o a compiacere le voglie dei più come un nocchiero che assecondi i soffi del vento. Di quella che era una democrazia trasandata e a volte molle come una musica languida e delicata fece un potere aristocratico e monarchico, che esercitò in modo lineare ed inflessibile in vista di un progressivo miglioramento, tirandosi dietro il suo popolo, per lo più consenziente, con la persuasione e l'ammaestramento, indirizzandolo sempre verso il bene e, se quello recalcitrava, lo teneva sulle corde costringendolo a procedere verso ciò che tornava utile.»
(Plutarco, Vita di Pericle, 15, traduzione di Mario Scaffidi Abbate)
Inoltre, sempre Plutarco racconta che quando il re di Sparta, Archidamo II, chiese al suo avversario politico, Tucidide di Melesia, chi tra lui o Pericle fosse il combattente migliore, Tucidide rispose senza alcuna esitazione Pericle aggiungendo:
(Plutarco, Vita di Pericle, 8, traduzione di Mario Scaffidi Abbate)
Infine, quanto ai costumi, Pericle, agli occhi degli storici antichi, fu esente da critiche poiché «si teneva lontano dalla corruzione, anche se non era del tutto indifferente al danaro».
Lo storico Tucidide, suo ammiratore, fu il primo nell'affermare che Atene era «di nome una democrazia ma, di fatto, governata dal suo primo cittadino» sottolineando con tale commento il carisma per guidare, persuadere e, talvolta, manipolare la massa. Inoltre, se anche Tucidide menziona le superiori qualità di Pericle, tuttavia, trascura le accuse contro di lui concentrandosi quasi esclusivamente nel ricordo dell'integrità morale dello statista.
Plutarco, a differenza di Tucidide, ci offre un ritratto più sfumato dello statista, riprendendo anche alcune critiche di altri autori:
(Plutarco, Vita di Pericle, 9, traduzione di Mario Scaffiti Abbate)
Sempre Plutarco, infine, spiega questo atteggiamento di Pericle come un tentativo di cercare il favore del popolo in modo da ridurre il prestigio dell'Areopago di cui non faceva parte e per ribattere alla generosità del suo avversario Cimone.
Inoltre, quanto al giudizio espresso da Tucidide secondo cui Pericle «non era condotto dal popolo, bensì lo guidava», alcuni studiosi del secolo XX, come Malcolm F. McGregor e John S. Morrison, hanno proposto che Pericle fosse il volto pubblico carismatico e che in realtà le proposte derivassero dai suoi consiglieri o comunque dalla sua cerchia politica.
Infine, secondo King, Pericle, aumentando il potere del popolo, lasciò gli Ateniesi senza un leader autorevole e peraltro ricorda quanto, durante la guerra del Peloponneso, perfino Pericle stesso fosse dipendente dal sostegno popolare.

### Strategia militare
Per oltre 20 anni Pericle ebbe, in qualità di stratego, il comando militare anche se, per prudenza, non intraprese mai di sua iniziativa una campagna di cui non fosse evidente il rischio né tanto meno accolse gli «impulsi vani dei cittadini».
Il suo operato, secondo l'opinione di molti storici, in pratica ricalcò la linea politica già intrapresa da Temistocle e dal principio per cui Atene dipendeva dalla sua egemonia marittima e che non potesse contrastare la superiorità dell'esercito terrestre spartano. In ogni caso, cercò di ridurre al minimo il vantaggio terrestre che possedevano gli Spartani rafforzando le mura di Atene, che avevano gravemente scosso l'uso della forza militare nelle relazioni internazionali greche.
Durante la guerra del Peloponneso, Pericle avviò una strategia difensiva il cui scopo era «l'esaurimento del nemico e la conservazione dello status quo». Secondo Platias e Koliopoulos Atene, essendo la fazione più forte, non aveva bisogno di battere Sparta militarmente ma poteva semplicemente sventare i piani del nemico e aspettare che esaurisse le forze. Pertanto, gli Ateniesi dovevano rifiutare ogni composizione (e quindi non revocare il decreto megarese) ed evitare sempre ogni spedizione diversiva come quella, fallimentare, sostenuta da Atene e appoggiata in precedenza da Pericle, in Egitto.
Tale strategia, però, risultava intrinsecamente impopolare per quanto Pericle, grazie al suo carisma personale, fosse riuscito a convincere il popolo; proprio per questo motivo, Hans Delbrück definì Pericle uno dei più grandi statisti e capi militari della storia.
Dopo la sua morte gli Ateniesi rimasero sostanzialmente fedeli a tale linea di condotta, al di là di alcune spedizioni offensive, cercando di preservare anziché espandere i loro possedimenti, fino alla catastrofica Spedizione in Sicilia, e forse, se Pericle non fosse morto, la sua politica avrebbe avuto successo.
In ogni caso la strategia di Pericle raccolse tanti sostenitori quanti detrattori. Entrambi però affermano quanto Pericle stesso fosse migliore come politico e oratore che come stratega.
Donald Kagan definì la strategia di Pericle «pia illusione che non è riuscita», Barry S. Strauss e Josiah Ober hanno dichiarato che «come stratega era un fallimento e merita una parte di responsabilità per la grande sconfitta di Atene», e Victor Davis Hanson ritiene che Pericle non avesse elaborato una strategia chiara per un'efficace azione offensiva che avrebbe potuto costringere Tebe o Sparta a fermare la guerra.
Kagan fondò la sua critica su quattro motivi: in primo luogo, respingendo concessioni minori ha portato alla guerra; in secondo luogo, imprevista da parte del nemico, mancava di credibilità; terzo, era troppo debole né sfruttava eventuali opportunità; infine dipendeva da Pericle per la sua esecuzione e, quindi, non poteva che essere abbandonata dopo la sua morte. Quanto ai costi, Kagan stimò che ogni anno la strategia di Pericle costasse oltre 2 000 talenti, somma sufficiente per appena tre anni di conflitto e che pertanto si poteva adattare solo a un breve scontro, non certo per uno come quello che fu la Guerra del Peloponneso.
Altri, come ad esempio Donald W. Knight, concludono che la strategia fosse troppo difensiva e non avrebbe avuto successo.
D'altra parte, Platias e Koliopoulos rigettano queste critiche fino a dichiarare che «gli Ateniesi persero la guerra solo quando invertirono drammaticamente la grande strategia di Pericle che esplicitamente disdegnava ulteriori conquiste» e Hanson ribatte che, sebbene non innovativa, avrebbe potuto portare a una stagnazione del conflitto in favore di Atene.
Infine, alcuni sostengono che sia solo una credenza popolare che i successori di Pericle mancassero delle sue capacità o del suo carisma.

### Capacità oratoria

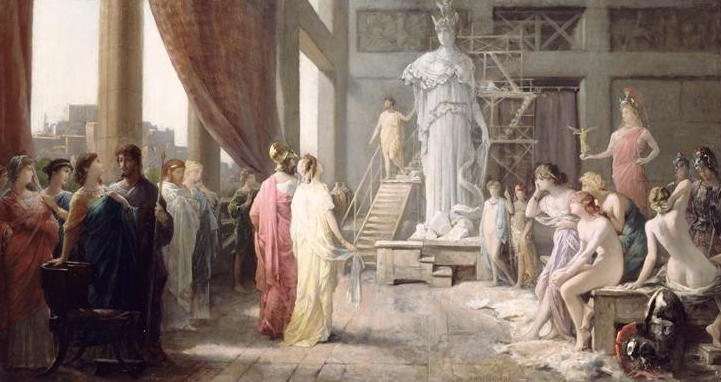
Dipinto di Hector Leroux (1682–1740), che ritrae Pericle e Aspasia mentre ammirano la statua di Atena nello studio di Fidia

Sia i commentatori moderni di Tucidide sia gli storici e gli scrittori contemporanei assumono posizioni differenti sulla questione per cui i discorsi di Pericle citati da Tucidide non rappresenterebbero (o rappresenterebbero solo in parte) le parole dello statista, ma costituirebbero invece una libera creazione letteraria oppure una parafrasi di Tucidide. Pericle, infatti, non distribuì mai le sue orazioni e pertanto gli storici non sono in grado di rispondere con certezza se i tre discorsi riportati da Tucidide siano realmente frutto di Pericle o una rielaborazione dello storico, se questi cioè vi abbia aggiunto le proprie nozioni e pensieri. Facendo leva sul contrasto tra lo stile letterario, appassionato e idealista dei discorsi di Pericle e lo stile compassato e analitico di Tucidide, alcuni affermano che Pericle fosse una fonte principale di tali discorsi. Altri, invece, obiettano che la differenza stilistica si possa addebitare all'integrazione del discorso retorico all'interno dell'opera storiografica e che Tucidide abbia semplicemente adoperato due stili differenti.

Peraltro Tucidide riconosce che: 
(Tucidide I, 22)
Se lo storico contemporaneo Donald Kagan, nel The Peloponnesian War, afferma che Pericle avesse adottato nei suoi discorsi «uno stile elevato, libero dai trucchi volgari e disonesti», a parere dello storico Diodoro Siculo, «eccelleva su tutti i suoi concittadini in abilità oratoria»; nelle parole di Plutarco:
(Plutarco, Vita di Pericle, 5, traduzione di Mario Scaffiti Abbate)
Tuttavia, lo stesso Plutarco, poche righe dopo, riporta il giudizio di Ione di Chio per il quale Pericle, nel rapporto con gli altri, fosse, a differenza di Cimone, sempre arrogante, orgoglioso e presuntuoso, incline al disprezzo del prossimo; Zenone, invece, esortava coloro i quali scambiavano per boria e orgoglio l'austerità di Pericle a comportarsi come lui, convinto che anche la pura e semplice ostentazione della virtù produce istintivamente, a lungo andare, un desiderio effettivo di praticarla.
Gorgia, nell'omonimo dialogo di Platone, usa Pericle come esempio di potente eloquio; nel Menesseno, tuttavia, Socrate afferma ironicamente che Pericle, essendo educato da Aspasia, allenatrice di molti oratori, sarebbe superiore a qualcuno se fosse stato educato da Antifonte, e inoltre attribuisce la paternità dell'orazione funebre ad Aspasia e critica la venerazione di Pericle da parte dei suoi contemporanei.
Infine, Platone ricorda ne il Fedro l'origine di uno dei soprannomi con cui è noto Pericle, «Olimpio», solitamente connesso a Zeus, perché come Zeus era il re degli dei, così Pericle superò tutti nell'oratoria; Aristofane, invece, ironicamente usò tale appellativo per sottolinearne la boria e l'orgoglio, e in tal modo lo apostrofa in una sua commedia: «Nell'ira balenò Pericle Olimpio, tuonò, sconvolse tutta quanta la Grecia».
Quintiliano, elogiando lo stile di Pericle, ricorda che egli si preparava assiduamente per i discorsi e che, prima di presentarsi in tribuna, pregava gli Dei affinché non proferisse alcuna parola impropria.
Sir Richard C. Jebb conclude che «unico statista ateniese, Pericle deve essere stato unico per due aspetti anche come oratore ateniese: in primo luogo perché ha occupato una posizione di supremazia personale come nessun uomo raggiunse prima o dopo di lui, in secondo luogo perché i suoi pensieri e la sua forza morale gli fecero ottenere una tale fama per l'eloquenza come nessun altro ebbe mai dagli Ateniesi né prima né dopo di lui».

### Lascito
Certamente le opere letterarie o artistiche, commissionate da Pericle o composte durante il suo governo, costituiscono tuttora l'eredità più visibile dello statista ateniese e, al riguardo, Paparrigopoulos scrisse che questi capolavori sono «sufficienti a rendere il nome della Grecia immortale nel nostro mondo».
Il giudizio politico è, invece, più sfumato: Victor L. Ehrenberg, per esempio, sostenne che l'imperialismo ateniese, che nega la vera democrazia e la libertà per il popolo di tutti a vantaggio di un solo Stato dominante, fu parte del lascito dello statista.
Altri, riprendendo Tucidide, si spingono oltre affermando che un tale arrogante imperialismo portò alla rovina Atene e peraltro è ancor oggi oggetto di vivaci discussioni il rapporto tra imperialismo e la promozione della democrazia nei paesi oppressi.
Molti, al contrario, sostengono che bisogna ascrivere a Pericle la nascita di un umanesimo ateniese di cui la libertà d'espressione costituisce il segno più duraturo insieme alla democrazia intesa come gestione partecipativa del potere da parte di una fetta consistente della popolazione maschile; aspetti che ancor oggi rendono Pericle il «topos dello statista ideale nella Grecia antica».

### Esplicative
1. ↑  L'espulsione era motivata dal fatto che Megacle, arconte eponimo nel VII secolo a.C., si era reso responsabile dell'uccisione nei luoghi sacri di Cilone e dei suoi seguaci durante il tentato colpo di stato del 632 a.C.

### Riferimenti
1. ↑   Pericle, in Sapere.it, De Agostini.
2. ↑   Lukas Blois de, An Introduction to the Ancient World, Routledge (UK), 1997,  p. 99, ISBN 0-415-12774-2.
3. 1 2 3  Fornara-Samons, pp. 24-25.
4. ↑  J.K. Davies, Athenian propertied families, 600–300 BC, 457.
5. 1 2 3  Plutarco, Pericle, III.
6. 1 2 3 4   "Pericles" Oxford Classical Dictionary, 1996.
7. ↑  Erodoto, Storie, VI, 131.
8. ↑  Ehrenberg, p. 239.
9. 1 2 3 4 5 6 7   Pericle, in Dizionario Enciclopedico The Helios, 1952.
10. 1 2  Plutarco, Pericle, IV.
11. ↑  Platone, Alcibiade primo, 118 c.
12. ↑   Michael Mendelson, Many Sides: A Protagorean Approach to the Theory, Practice, and Pedagogy of Argument, Springer, 2002,  p. 1, ISBN 1-4020-0402-8.
13. ↑  Plutarco, Pericle, VI.
14. ↑  Hornblower, pp. 33-34.
15. 1 2  Plutarco, Pericle, XVI.
16. ↑  Plutarco, Pericle, VII.
17. 1 2 3  Plutarco, Pericle, IX.
18. 1 2  Aristotele, XXVII.
19. ↑  Plutarco, Cimone, XV.
20. ↑  Samons, p. 80.
21. ↑  Plutarco, Cimone, XVI.
22. ↑  Fornara-Samons, pp. 67-73.
23. ↑  R. Martin, An Overview of Classical Greek History.
24. ↑  Aristotele, XXIV.
25. ↑  Fine, pp. 377-378.
26. 1 2  Paparrigopoulos, volume Ab, p. 145.
27. ↑  Samons, p. 65.
28. 1 2  Kagan, Outbreak, pp. 135-136.
29. 1 2  J.D. King, Athenian Democracy and Empire Archiviato il 21 settembre 2006 in Internet Archive., pp. 24-25
30. ↑  Kagan, Outbreak, p. 79.
31. ↑  Aristotele, XXV.
32. ↑  Tucidide, I,111.
33. ↑   P.J. Rhodes, A History of the Classical Greek World, Blackwell Publishing, 2005,  p. 44, ISBN 0-631-22564-1.
34. ↑  Plutarco, Cimone, XVII.
35. ↑  Podlecki, p. 44.
36. ↑  Plutarco, Pericle, X.
37. ↑   Jan M. Libourel, The Athenian Disaster in Egypt, in "American Journal of Philology", vol. 92, n. 4, The Johns Hopkins University Press, ottobre 1971,  pp. 605-615, DOI:10.2307/292666, JSTOR 292666.
38. ↑   Hamish Aird, Pericles: The Rise and Fall of Athenian Democracy, The Rosen Publishing Group, 2004,  p. 52, ISBN 0-8239-3828-X.
39. ↑  (DE) K.J. Beloch, Die Attische Politik seit Perikles, II, Lipsia, 1894,  p. 205.
40. 1 2  Fine, pp. 359-361.
41. ↑  E. Badian, The Peace of Callias, pp. 1–39.
42. ↑  Kagan, Outbreak, p. 108.
43. ↑  Plutarco, Pericle, XVII.
44. ↑   H.T. Wade-Grey, The Question of Tribute in 449/8 B. C, in "Hesperia", vol. 14, n. 3, American School of Classical Studies at Athens, luglio-settembre 1945,  pp. 212-229.
45. 1 2 3  T. Buckley, Aspects of Greek History 750–323 BC, p. 206.
46. ↑  Tucidide, I, 112.
47. ↑  Plutarco, Pericle, XXI.
48. ↑  Plutaco, Pericle, XIX.
49. 1 2  Fine, pp. 368-69.
50. ↑  Tucidide, II, 21.
51. ↑  Aristofane, Gli Acarnesi, 832.
52. 1 2  Plutarco, Pericle, XXIII.
53. 1 2  Plutarco, Pericle, XIV.
54. ↑  Buckley, p. 196.
55. ↑   Howard Butler, The Story of Athens, Kessinger Publishing, 2005,  p. 195, ISBN 1-4179-7092-8.
56. ↑  Kagan, Outbreak, p. 98.
57. ↑  Buckley, p. 204.
58. ↑  Sealey, p. 275.
59. ↑  Hornblower, p. 120.
60. ↑   Jeffrey M. Hurwit, The Acropolis in the Age of Pericles, Cambridge University Press, 2004,  pp. 87, ISBN 0-521-82040-5.
61. ↑  Vlachos, pp. 62-63.
62. ↑  Tucidide, I, 115.
63. 1 2  Plutarco, Pericle, XXIV.
64. 1 2  Plutarco, Pericle, XXV.
65. ↑  Plutarco, Pericle, XXVIII.
66. ↑  Sealey, p. 310.
67. ↑   Christopher J. Tuplin, Pontus and the Outside World, Brill Academic Publishers, 2004,  p. 28, ISBN 90-04-12154-4.
68. ↑  Plutarco, Pericle, XI.
69. ↑  Fornara-Samons, p. 31.
70. 1 2 3  Plutarco, Pericle, XXXI.
71. ↑  A. Dellivoras,Fidia, Enciclopedia dell'arte antica, classica ed orientale, 1994
72. ↑  Suda, voce Aspasia Archiviato il 24 settembre 2015 in Internet Archive..
73. 1 2 3  Plutarco, Pericle, XXXII.
74. ↑   Nicole Loraux, Aspasie, l'étrangère, l'intellectuelle, in La Grèce au Féminin (in French), Belles Lettres, 2003,  pp. 133-164, ISBN 2-251-38048-5.
75. ↑   M. Henry, Prisoner of History, Oxford University Press, 1995,  pp. 138–139.
76. ↑  (DE) K.J. Beloch, Griechische Geschichte, Lipsia, 1894,  pp. 19-22.
77. ↑  Podlecki, p. 158.
78. ↑  Tucidide, I, 31–54.
79. ↑   George Cawkwell, Thucydides and the Peloponnesian War, Routledge (UK), 1997,  pp. 33, ISBN 0-415-16552-0.
80. ↑  Buckley, p. 322.
81. ↑  Tucidide, I, 127.
82. ↑  Platias, pp. 100-03.
83. ↑  Vlachos, p. 20.
84. ↑  Ehrenberg, p. 264.
85. ↑  Tucidide, II, 12.
86. ↑  Tucidide, II, 14.
87. ↑  Tucidide, II, 16.
88. ↑   Josiah Ober, The Athenian Revolution, Princeton, New Jersey, Princeton University Press, 1996,  pp. 72-85, ISBN 0-691-01095-1.
89. ↑  Tucidide, II, 13.
90. ↑  Tucidide, II, 22.
91. ↑  Kagan, Peloponnesian War, p. 69.
92. ↑  Tucidide, II, 18.
93. ↑  Senofonte, Costituzione degli Ateniesi.
94. ↑  Tucidide, II, 35-46.
95. ↑  Tucidide, II, 55.
96. ↑  Tucidide, II, 56.
97. ↑  Plutarco, Pericle, XXXV.
98. ↑  Tucidide, II, 48-56.
99. ↑  Tucidide, II, 60-64.
100. ↑  Plutarco, Pericle, XXXIV.
101. 1 2 3 4  Tucidide, II, 65.
102. ↑  Plutarco, Pericle, XXXVI.
103. ↑  Powell, pp. 261-262 e 268.
104. ↑  Plutarco, Pericle, 37.
105. ↑   William Smith, Death and Character of Pericles, in A History of Greece, R. B. Collins, 1855,  p. 271.
106. ↑   Sarah Ruden, Lysistrata, Hackett Publishing, 2003,  p. 80, ISBN 0-87220-603-3.
107. ↑  Platone, Gorgia, 515 e.
108. ↑   Malcolm F. McGregor, Government in Athens, in The Athenians and their Empire, The University of British Columbia Press, 1987,  pp. 122-23, ISBN 0-7748-0269-3.
109. ↑   J.S. Morrison, A. W. Gomme, Pericles Monarchos, in Journal of Hellenic Studies, vol. 70, The Journal of Hellenic Studies, Vol. 70, 1950,  pp. 76-77, DOI:10.2307/629294, JSTOR 629294.
110. ↑  Plutarco, Pericle, XVIII.
111. ↑  Platias, p. 105.
112. ↑  (EN) Josiah Ober, National Ideology and Strategic Defence of the Population, from Athens to Star Wars, in Hegemonic Rivalry: From Thucydides to the Nuclear Age, Westview Pr, 1991,  pp. 254, ISBN 0-8133-7744-7.
113. 1 2  Platias, pp. 98-99.
114. ↑  Kagan, Outbreak, p. 83.
115. 1 2  Platias, pp. 119-120.
116. ↑   Hans Delbrück, History of the Art of War, vol. 1, University of Nebraska Press, 1920,  p. 137.
117. ↑  Ehrenberg, p. 278.
118. ↑   B.X. Wet de, This So-Called Defensive Policy of Pericles, in Acta classica, vol. 12, 1969,  pp. 103-119.
119. 1 2 3  Paparrigopoulos, volume Aa, pp. 241–42.
120. ↑  Hanson, p. 58.
121. ↑  (EN) Donald Kagan, Athenian Strategy in the Peloponnesian War, in The Making of Strategy: Rules, States and Wars by Williamson Murray, Alvin Bernstein, MacGregor Knox, Cambridge University Press, 1996,  p. 54, ISBN 0-521-56627-4.
122. ↑  (EN) Josiah Ober e Barry S. Strauss, The Anatomy of Error: Ancient Military Disasters and Their Lessons for Modern Strategists, St Martins Pr, 1990,  p. 47, ISBN 0-312-05051-8.
123. ↑   Donald Kagan, The Archidamian War, Ithaca: Cornell University Press, 1974,  pp. 28 e 41, ISBN 0-8014-0889-X.
124. 1 2  Hanson, pp. 74-75.
125. ↑  Kagan, Peloponnesian War, pp. 61-62.
126. ↑   D.W. Knight, Thucydides and the War Strategy of Pericles, in Mnemosyne, vol. 23, n. 2, 1970,  pp. 150-160, DOI:10.1163/156852570X00713.
127. ↑  Platias, p. 138.
128. ↑  Samons, pp. 131-32.
129. ↑  Diodoro Siculo, XII.
130. ↑  Plato, Gorgia, 455 d-e
131. ↑  Platone , Menesseno, 236a
132. ↑   Sara Monoson, Plato's Democratic Entanglements, Princeton University Press, 2000, ISBN 0-691-04366-3.
133. ↑  Platone, Fedro, 270 A
134. ↑  Aristofane, Acarnesi, 528-531
135. ↑  Quintiliano, Institutiones, XII, 9
136. ↑  Sir Richard C. Jebb, The Attic Orators
137. ↑  Ehrenberg, p. 332.
138. ↑   Chester G. Starr, A History of the Ancient World, Oxford University Press US, 1991,  p. 306, ISBN 0-19-506628-6.
139. ↑  Hanson, p. 584.
140. ↑   Laura Miller, My Favorite War, The New York Times, 21 marzo 2004. URL consultato il 7 giugno 2008.
141. ↑   Edward J. Power, A Legacy of Learning, SUNY Press, 1991,  pp. 52, ISBN 0-7914-0610-5.
142. ↑   Richard A. Katula, The Origins of Rhetoric, in A Synoptic History of Classical Rhetoric by James J. Murphy, Richard A. Katula, Forbes I. Hill, Donovan J. Ochs, Lawrence Erlbaum Associates, 2003,  p. 18, ISBN 1-880393-35-2.
143. ↑   Kevin Mattson, Creating a Democratic Public, Penn State Press, 1998,  p. 32, ISBN 0-271-01723-6.